# NGC 1058
NGC 1058 је спирална галаксија у сазвежђу Персеј која се налази на NGC листи објеката дубоког неба.
Деклинација објекта је + 37° 20' 29" а ректасцензија 2h 43m 29,9s. Привидна величина (магнитуда) објекта NGC 1058 износи 11,2 а фотографска магнитуда 11,9. Налази се на удаљености од 9,850 милиона парсека од Сунца. NGC 1058 је још познат и под ознакама UGC 2193, MCG 6-7-1, CGCG 524-5, IRAS 02403+3707, CGCG 523-96, KUG 0240+371, PGC 10314.